# Gare de Cavaillon
La gare de Cavaillon est une gare ferroviaire française des lignes d'Avignon à Miramas et de Cavaillon à Saint-Maime - Dauphin, située sur le territoire de la commune de Cavaillon, dans le département de Vaucluse, en région Provence-Alpes-Côte d'Azur.
Elle est mise en service en 1868 par la Compagnie des chemins de fer de Paris à Lyon et à la Méditerranée (PLM). C'est une gare de la Société nationale des chemins de fer français (SNCF), du réseau TER PACA, desservie par des trains régionaux. C'est également une gare du service Fret SNCF.

## Situation ferroviaire
La gare de Cavaillon est située au point kilométrique (PK) 32,888 de la ligne d'Avignon à Miramas entre les gares ouvertes de L'Isle - Fontaine-de-Vaucluse et d'Orgon. Ancienne gare de bifurcation, elle était également l'origine de la ligne de Cavaillon à Saint-Maime - Dauphin (déclassée). Son altitude est de 75 m.

## Histoire

### Origine
La « gare de Cavaillon » est mise en service le 29 décembre 1868 par la PLM lorsqu'elle ouvre à l'exploitation « l'embranchement d'Avignon à Cavaillon ». Elle est ouverte aux services grande et petite vitesse et des billets d'aller et retour à prix réduit, pour Avignon, sont proposés tous les jours aux voyageurs.
La « gare de Cavaillon » figure dans la nomenclature 1911 des gares, stations et haltes, de la PLM. Elle porte le no 13 de la ligne d'Avignon à Miramas, par Salon, le no 1 de la ligne de Cavaillon à Volx et le no 5 de la ligne de Cavaillon à Pertuis. C'est une gare pouvant expédier et recevoir des dépêches privées et elle dispose du service complet de la grande vitesse (GV) et du service complet de la petite vitesse (PV).
En juin 1881, fin des travaux d'agrandissement de la cour des marchandises.
La gare est de nouveau agrandie en 1900, lors de la création de la deuxième voie de la ligne.
En 1927, le trafic marchandises est de 60 000 tonnes principalement des expéditions saisonnières de primeurs. Les envois de fruits concernent essentiellement du raisin de table expédié notamment en Alsace-Lorraine et en Suisse.

### Les grandes rénovations 2013-2014
En 2013, la place de la gare est rénovée et devient piétonne. Un nouveau béton lisse de couleur grise est coulé entre un quadrillage de béton désactivé. Le parking de la gare est agrandi et de nouvelles plantations ont lieu. Le bâtiment SNCF limitrophe du bâtiment de voyageurs est détruit. À la place un abri pour les vélos, un guichet automatique, un écran de départs et des bornes de compostage et de validation sont créées.
En 2014, le bâtiment voyageurs subit d'importants travaux de rénovation et de modernisation. La façade alors recouverte d'enduit orange devient jaune clair, les toitures sont refaites et l'intérieur est agrandi.

### L'intérieur du bâtiment de voyageurs
Le sol est recouvert d'un carrelage gris foncé, les murs sont peints en blanc et orange foncé. Des parois de bois sont installés.
L'intérieur est situé au niveau des 3 baies centrales de bâtiment. Des bancs d'attente ont été installés, de même que des distributeurs. Un appareil à photos instantanées a également été installé. De nouvelles bornes pour les validations de carte Zou et de compostage des billets ainsi qu'un écran de départ ont été installés.
Il y a deux guichets et un espace information.

### Refonte des quais et mise en place d'une passerelle
Le 10 octobre 2016, une troisième vague de rénovations a lieu dans la gare, mais cette fois sur les quais et les voies. La gare de Cavaillon n'a toujours pas de quais sécurisés et se contente d'un passage piéton sur les voies. À compter de cette refonte historique  la mise en place d'une passerelle au-dessus des voies afin de sécuriser les accès entraine de profondes mutations dans les échanges et les habitudes. De nouveaux lampadaires à économie d'énergie sont également mis en place. De même, l'enduit des quais, les espaces d'attente sont refaits et de nouvelles plantations sont entreprises ,.
Les travaux devaient initialement s'achever le 30 juin 2017, mais ils ont été finalement terminés le 25 janvier 2018.
À partir du 21 novembre 2017, l'accès aux voies s'effectue par les ascenseurs et la passerelle.

## Service des voyageurs

### Accueil
Gare SNCF, elle dispose d'un bâtiment voyageurs, avec guichet, ouvert tous les jours. Elle est notamment équipée d'automates pour l'achat de titres de transport.

### Desserte
Cavaillon, est une gare régionale du réseau TER PACA, elle est desservie par des trains de la relation de Avignon-Centre à Marseille-Saint-Charles, ou Miramas.

### Fréquentation
Le nombre annuel de voyageurs est relativement stable, s'établissant entre 170 000 et 225 000 environ de 2015 à 2023.
| 2015    | 2016    | 2017    | 2018    | 2019    | 2020    | 2021    | 2022    | 2023    |
| ------- | ------- | ------- | ------- | ------- | ------- | ------- | ------- | ------- |
| 193 683 | 181 721 | 193 612 | 172 495 | 199 358 | 124 208 | 178 501 | 216 537 | 223 401 |

### Intermodalité

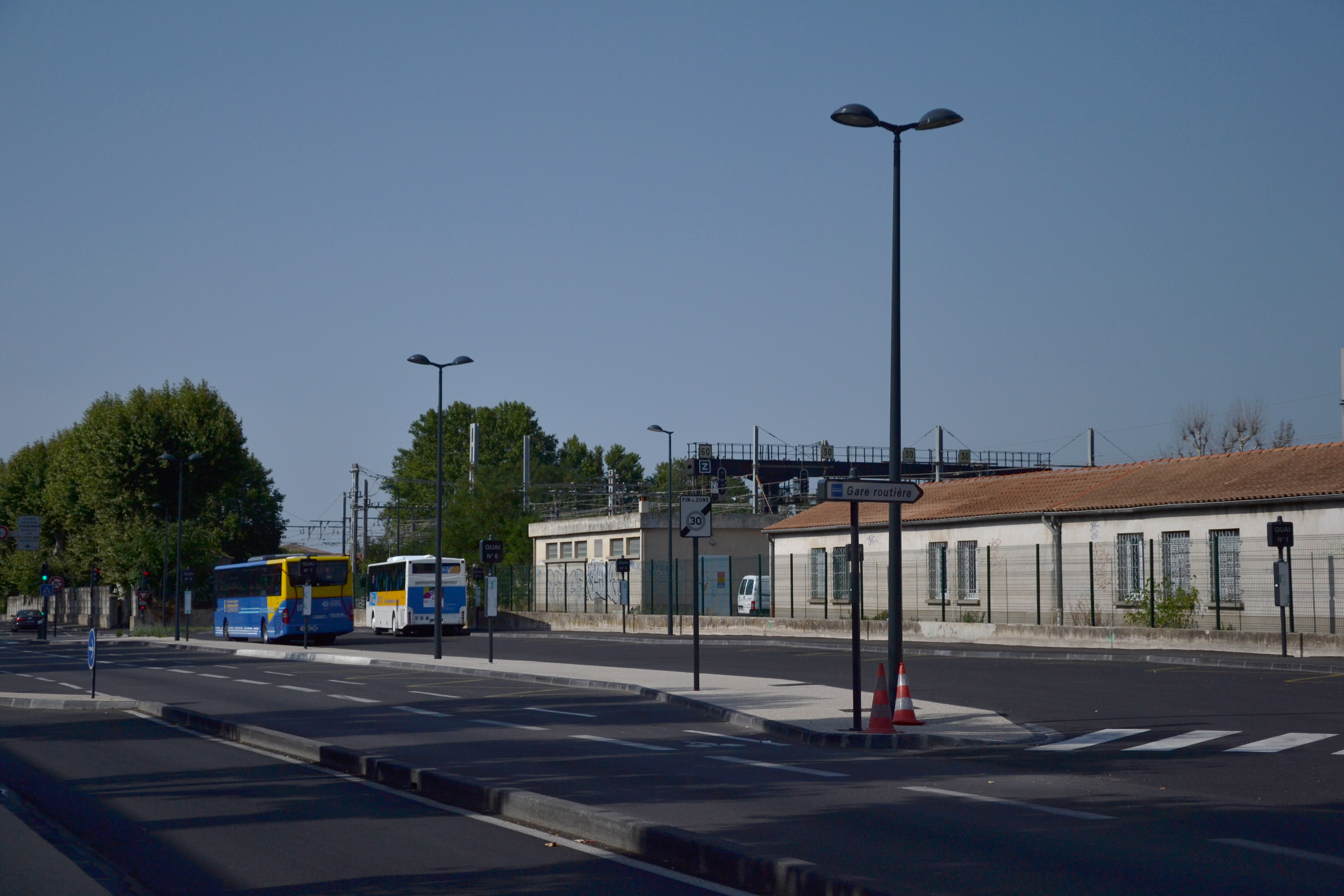
La gare routière.

La gare est un pôle d'échanges desservi par des autocars du réseau Zou !, via la gare routière, mais également par trois lignes de d'autobus du réseau urbain « C'mon bus ».

## Service des marchandises
La gare de Cavaillon est ouverte au service du fret.